# 970 Primula
970 Primula eller 1921 LB är en asteroid i huvudbältet, som upptäcktes den 29 november 1921 av den tyske astronomen Karl Wilhelm Reinmuth i Heidelberg. Den har fått sitt namn efter det vetenskapliga namnet på Vivesläktet.
Asteroiden har en diameter på ungefär 9 kilometer.